# Filip Kallimach

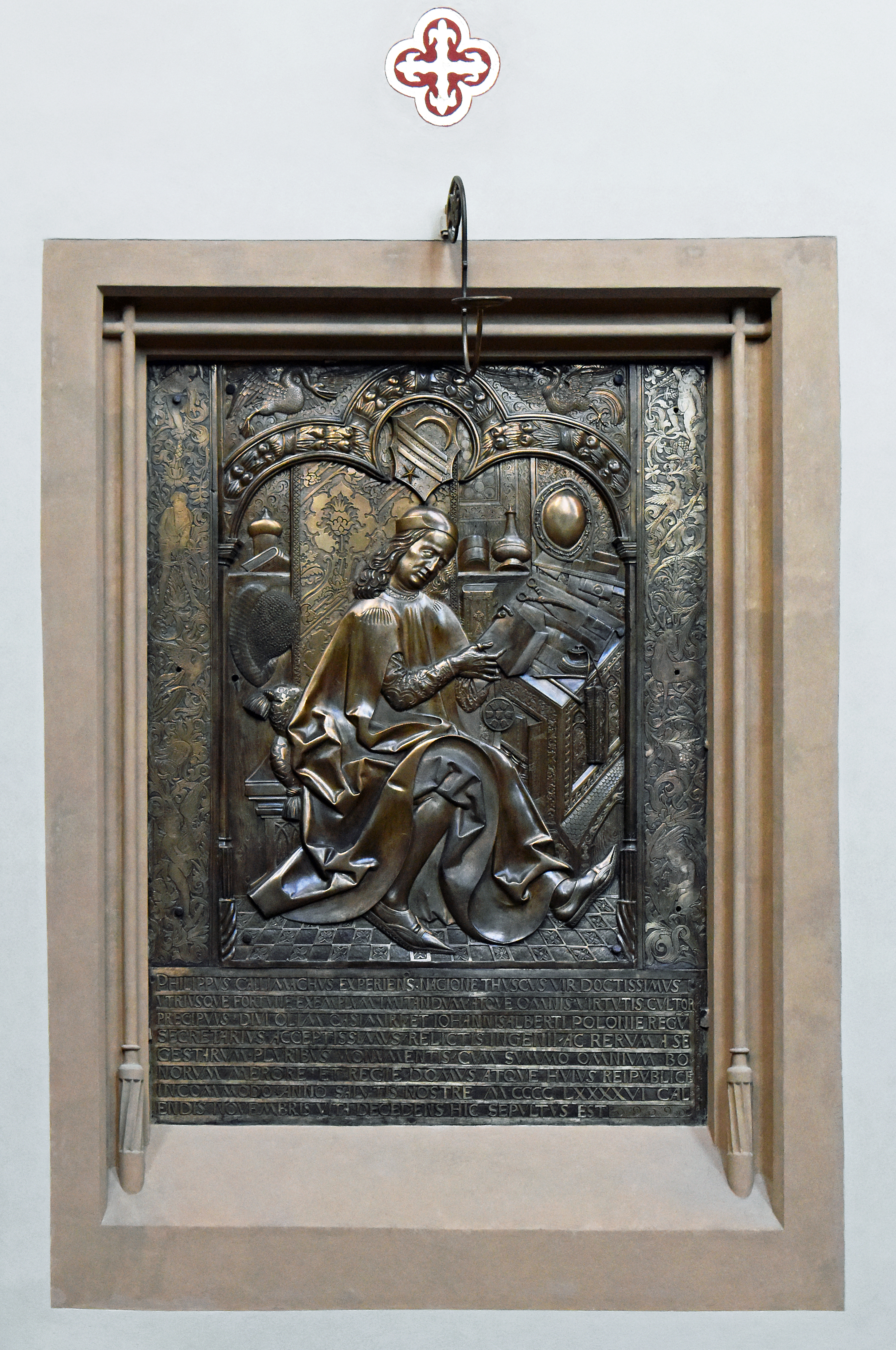
Epitafium Kallimacha dłuta Wita Stwosza

Filip Kallimach, łac. Philippus Callimachus Experiens, właśc. Filippo Buonaccorsi de Tebadis Experiens (ur. 2 maja 1437 w San Gimignano, zm. 1 listopada 1496 w Krakowie) – włoski humanista, poeta i prozaik piszący w języku łacińskim, starosta gostyniński, sekretarz Kazimierza IV Jagiellończyka, doradca Jana I Olbrachta, zwolennik niezależności Polski od Papiestwa.

## Życiorys
Początkowo działał i tworzył w Wenecji. W latach ok. 1462-1468 przebywał w Rzymie, gdzie zajmował stanowisko sekretarza kardynała Bartolomeo Rovelliego. Wchodził w skład tzw. Akademii Rzymskiej i właśnie wtedy przybrał nazwisko Kallimach.
Zamieszany, wraz z Platiną i Pomponiuszem Letusem, w spisek na życie papieża Pawła II w lutym 1468 musiał uciekać z Rzymu. Najpierw zatrzymał się na wyspach Archipelagu i w Konstantynopolu, a potem udał się do Krakowa, w którym mieszkał jego krewny, Ainolf Tedaldi. Wiosną 1470 pojawił się na dworze arcybiskupa lwowskiego Grzegorza z Sanoka w Dunajowie. Jesienią tego roku na sejmie w Piotrkowie biskup z Forlì, w imieniu papieża, domagał się wydania Kallimacha. Ten jednak aż do śmierci papieża Pawła II w 1471 ukrywał się w Dunajowie w dobrach Grzegorza z Sanoka.
Następnie udał się do Krakowa i został nauczycielem łaciny synów Kazimierza Jagiellończyka, Jana Olbrachta i Aleksandra. Uczestniczył także w kilku misjach dyplomatycznych do Sykstusa IV, Innocentego VIII i Konstantynopola. W środowisku krakowskim był związany z Celtisem i Sodalitas Litteraria Vistulana. Bliski przyjaciel ochmistrza synów królewskich Stanisława Szydłowieckiego. Wywierał duży wpływ na politykę wschodnią królów Kazimierza IV i Jana I i powierzano mu misje dyplomatyczne. Walczył też o suwerenność państwa polskiego, powtarzając królom, że powinni być niezależnymi władcami, a nie pachołkami papieskimi.

## Twórczość
Pozostawił po sobie twórczość łacińską, poetycką i prozatorską w tym m.in. Żywot kardynała Zbigniewa Oleśnickiego, Żywot Grzegorza z Sanoka i Trzy księgi o królu Władysławie żywot Władysława Warneńczyka, zbiór poezji Fannietum.
Włoch Filip Kallimach zapoczątkował literaturę antyturecką. Do naszych czasów zachowały się jego trzy prace dotyczące Turcji. Pierwszą jest Historia rerum gestarum in Hungaria et contra Turcos per Vladislaum Poloniae et Hungariae regem. Opisuje ona wyprawy przeciw Turkom króla Władysława III, jest jego apologią. Kallimach kontynuował temat w pracy De his quae a Venetis contra Turcos tentata sunt. W pracy przedstawione są zabiegi dyplomatyczne Wenecji z lat 1473-1487 mające na celu pozyskanie Tatarów i Persji do wojny z Turcją. Trzecim dziełem Włocha jest mowa: Ad Innocentium VIII pontificem maximum de bello Turcis inferendo oratio. Mowę tę wygłosił Kallimach na kongresie państw chrześcijańskich w Rzymie 25 marca 1490 roku. Mowa pokazuje dotychczasowe działania Stolicy Apostolskiej i jej błędy w akcji antytureckiej. Mowa ta oprócz surowej krytyki papiestwa jest projektem sojuszu Polski ze Stolicą Apostolską. Autor wykazuje, że tylko w sojuszu z Polską możliwa jest jakakolwiek krucjata przeciw Turkom. W swoich pracach Kallimach nisko ceni potęgę militarną Turcji.
Kallimach zmarł w wieku lat 59 na morową zarazę, a ciało w uroczystym pogrzebie złożono w kościele Dominikanów w Krakowie.

### Historia rerum gestarum in Hungaria et contra Turcos per Vladisaum Poloniae et Hungariae regem
- Philipus Kallimachus, Historia de rege Vladislao, seu clade Varnensi, wyd. dr Z. Grim, Augsburg 1518
- Philipus Kallimachus, Historia de rege Vladislao, seu clade Varnensi, Bazylea 1556.
- Philipus Kallimachus, Historia de rege Vladislao, seu clade Varnensi, Frankfurt 1578.
- Philipus Kallimachus, Historia de rege Vladislao, seu clade Varnensi, Frankfurt 1584.
- Philipus Kallimachus, De rebus gestis a Vladislao Polonorum atque Hungarorum rege libri tres, druk Łazarzowa, Kraków 1582.
- Philipus Kallimachus, De rebus gestis a Vladislao Polonorum atque Hungarorum rege libri tres,wyd. J. Bongarsius, Rerum Hungaricarum scriptores varii, Frankfurt 1600.
- Philipus Kallimachus, De rebus gestis a Vladislao Polonorum atque Hungarorum rege libri tres, wyd. J.G. Schwandther, Scriptores Rerum Hungaricarum,
- Philipus Kallimachus, De rebus gestis a Vladislao Polonorum atque Hungarorum rege libri tres, wyd. S. Kwiatkowski, w: Monumenta Poloniae Historica, t.6, Lwów 1913.
- Filip Kallimach Geminiańczyk, O królu Władysławie czyli o klęsce pod warneńskiej, przetłumaczył, przypisami, objaśnił i biografią Kallimacha dodał Michał Glisczyński, „Biblioteka Warszawska” t.4 1852, t1 1854.
- Filip Kallimach Geminiańczyk, O królu Władysławie czyli o klęsce pod warneńskiej, przetłumaczył, przypisami, objaśnił i biografią Kallimacha dodał Michał Glisczyński, Warszawa 1854.
- Philipus Kallimachus, Śmierć Władysława Warneńczyka, „Pielgrzym” 1848.
- Philipus Kallimachus, De rebus gestis a Vladislao Polonorum atque Hungarorum rege libri tres, wyd. I. Lichoński, T. Kowalewki, Biblioteca Latina, t.3, Warszawa 1961.
- Filipa Kallimacha Historia o królu Władysławie, tłum. Anna Komornicka, [w:] By czas nie zaćmił i niepamięć. Wybór kronik średniowiecznych, oprac. Antonina Jelicz, PIW, Warszawa 1975, s. 281-305.

### Inne dzieła
- Philipus Callimachi, Ad Innocentium VIII pontificem maxinum de bello Turcis inferendo oratio, Warszawa 1960.
- Philipus Callimachi, De his quae a Venetis tentata sunt Persis ac Tartaris contra Turcos movendis, wyd. A. Kempfi i T. Kowalewski, Warszawa 1962.